# Peine de mort au Nevada

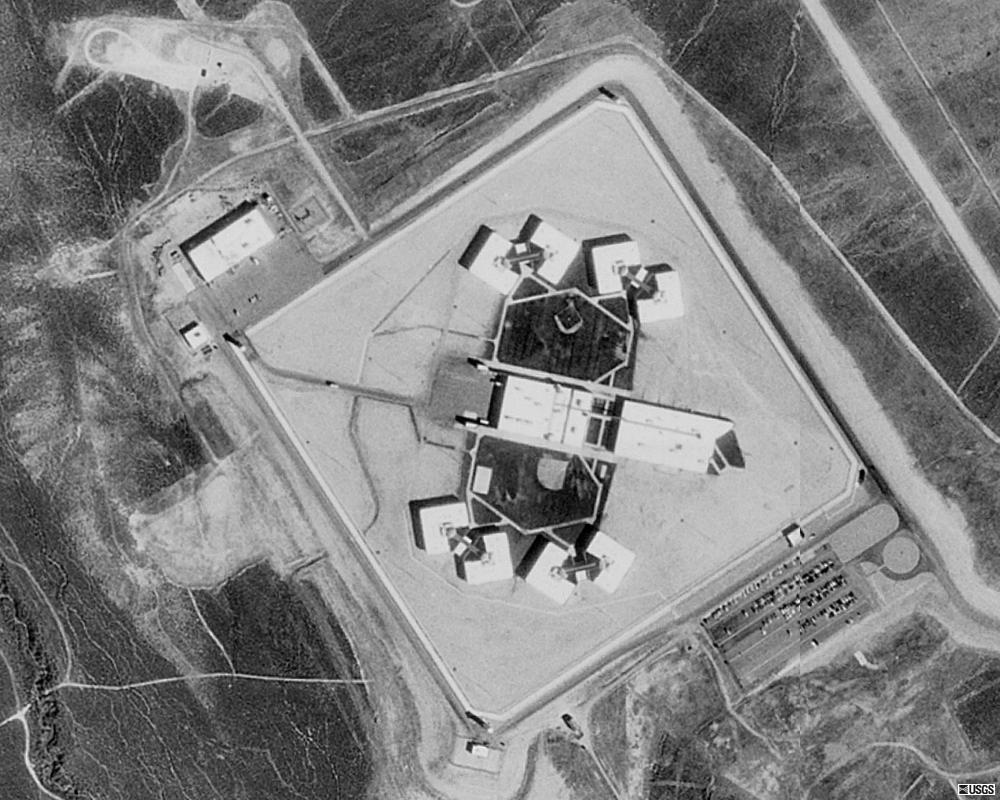
Ely State Prison, Nevada

Au Nevada, c'est à Carson City que sont incarcérés et exécutés les condamnés à mort de sexe féminin. Les hommes condamnés demeurent à la prison de la ville d'Ely qui se trouve en plein milieu du désert, ce qui incite les condamnés privés de contact à cesser la procédure judiciaire et à demander leur propre exécution. L'exemple du Nevada avait été cité pour dissuader la Californie de changer l'emplacement de son couloir de la mort actuellement proche de San Francisco.
Sur les 12 personnes qu'a exécuté le Nevada depuis 1976, une seule n'avait pas réclamé son exécution : le triple assassin Richard Allen Moran.
Le 8 février 1924, le Nevada fut le premier État américain à utiliser la chambre à gaz comme mode d'exécution, celle d’un Chinois Gee Jon, condamné à mort pour assassinat. Cette méthode remplaçait la pendaison en usage dans l'état de 1860 à 1921. En 1910, fut également introduit le peloton d'exécution, cependant un seul condamné fut exécuté par cette méthode : Andriza Mircovich en 1913. Jesse Bishop fut le dernier condamné à avoir été exécuté dans la chambre à gaz en 1979. Depuis, celle-ci est utilisée pour les exécutions par l'injection létale qui est le seul mode d'exécution en vigueur au Nevada, utilisé pour la première en 1985.
La grâce ne peut être accordée que par un comité que le gouverneur préside, celui-ci disposant d'un droit de veto. En 2002, le criminel Thomas Nevius fut gracié à l'unanimité par le bureau alors présidé par le républicain Kenny Guinn en raison de ses troubles mentaux. En 2009, une proposition de moratoire sur les exécutions a été refusée.

## Exécutions depuis 1973[4]
Les exécutions ont lieu à Ely, à l'Ely State Prison.
| #  | Criminel          | Date            | Méthode(s)       | Crime(s)                                                                               | Gouverneur    |
| -- | ----------------- | --------------- | ---------------- | -------------------------------------------------------------------------------------- | ------------- |
| 1  | Jesse Bishop      | 22 octobre 1979 | Chambre à gaz    | Meurtre en 1977 d'un homme en lui tirant dessus lors du braquage d'un casino           | Robert List   |
| 2  | Carroll Cole      | 6 décembre 1985 | Injection létale | Meurtre entre 1948 et 1980 de seize personnes dont un enfant de dix ans, qu'il a noyé. | Richard Bryan |
| 3  | William Thompson  | 19 juin 1989    | Injection létale | Meurtre entre 1983 et 1984 de six personnes dont deux frères dans un camping.          | Bob Miller    |
| 4  | Sean Flannagan    | 23 juin 1989    | Injection létale | Meurtre en 1987 de deux hommes après les avoirs étranglés et démembrés.                | Bob Miller    |
| 5  | Thomas Baal       | 3 juin 1990     | Injection létale | Meurtre en 1988 d'une chauffeuse de bus lors d'un braquage.                            | Bob Miller    |
| 6  | Richard Moran     | 30 mars 1996    | Injection létale | Meurtre entre 1984 et 1985 de son ex-femme et de deux hommes dans un braquage.         | Bob Miller    |
| 7  | Roderick Abeyta   | 5 octobre 1998  | Injection létale | Meurtre en 1989 de son ex petite-amie en lui tirant dessus durant son sommeil.         | Bob Miller    |
| 8  | Alvaro Calambro   | 5 avril 1999    | Injection létale | Meurtre en 1994 de deux personnes avec un pied de biche lors d'un braquage.            | Kenny Guinn   |
| 9  | Sebastian Bridges | 21 avril 2001   | Injection létale | Meurtre en 1997 du nouveau compagnon de son ex petite amie en lui tirant dessus.       | Kenny Guinn   |
| 10 | Lawrence Colwell  | 26 mars 2004    | Injection létale | Meurtre en 1994 d'un retraité en l'étranglant avec une ceinture pour le voler.         | Kenny Guinn   |
| 11 | Terry Dennis      | 12 août 2004    | Injection létale | Meurtre en 1999 d'une femme en l'étranglant avec une ceinture.                         | Kenny Guinn   |
| 12 | Daryl Mack        | 26 avril 2006   | Injection létale | Meurtre entre 1988 et 1994 de deux femmes en les étranglant après les avoir violées.   | Kenny Guinn   |

En janvier 2019, le couloir de la mort du Nevada compte 74 condamnés. Depuis 1973, un condamné a été gracié dans le Nevada.